# Ogovia aliena
Ogovia aliena is een vlinder uit de familie spinneruilen (Erebidae). De wetenschappelijke naam is voor het eerst geldig gepubliceerd in 1920 door Holland.
De soort komt voor in tropisch Afrika.